# Rytm biologiczny
Rytm biologiczny, biorytm – powszechnie występujące periodyczne nasilanie się i zmniejszanie procesów życiowych zachodzących w organizmach pod wpływem zmian środowiska naturalnego, w tym temperatury i opadów oraz zjawisk astronomicznych, które powodują następstwo dnia i nocy (ruch obrotowy Ziemi), następstwo pór roku (ruch obiegowy Ziemi), a także wpływu Księżyca na Ziemię (pływy morskie). 
Synchronizacja funkcji życiowych ze zmianami zachodzącymi w środowisku regulowana jest przez zegar biologiczny, to znaczy charakterystyczny dla każdego gatunku zespół czynników wewnętrznych regulujących cykliczny charakter tych zjawisk.
Wyróżniane są rytmy dobowe, przebiegające w cyklach trwających około 24 godzin, oraz sezonowe. W tych drugich rozróżnia się rytmy miesięczne (związane np. z cyklem miesiączkowym u kobiet) i roczne (w czasie których następuje zmiana wzrostu, aktywności rozrodczej, ubarwienia, zachowań, a także hibernacja, wędrówki zwierząt itp.).
Badaniem rytmów biologicznych zajmuje się chronobiologia.